# برلیانس بی‌اس۲
برلیانس بی‌اس۲ (به انگلیسی: Brilliance BS2) خودرویی است که به‌وسیلهٔٔ شرکت برلیانس آتو در چین تولید می‌شد.

## بررسی اجمالی
این خودرو ابتدا به عنوان یک نمونهٔ پیش تولید در نمایشگاه بین‌المللی خودروی آلمان در سال ۲۰۰۷ معرفی شد. پس از آن از این خودرو در نمایشگاه خودروی پکن ۲۰۰۸ و نمایشگاه خودرو ژنو سال ۲۰۰۹ پرده برداری شد. تا قبل از عرضه آن به بازار، این خودرو برلیانس ای۱ نام داشت.
این خودرو به‌وسیلهٔٔ ایتال‌دیزاین طراحی گردیده و در چین به صورت هاج‌بک ۵ در در کنار مدل‌های بزرگتر بی‌اس۴ و بی‌اس۶ عرضه می‌شد. مدل صندوق‌دار نیز تحت نام برلیانس اف‌سی‌وی به فروش می‌رسید.
مدل اف‌آروی کراس در ظاهر به مدل‌های کراس‌اوور شبیه شده‌است، با این حال مشخصات فنی آن به مانند مدل‌های اف‌آروی و اف‌سی‌وی است.
این خودرو با وجود حضور در نمایشگاه‌های خودروی ژنو و فرانکفورت، در خارج از چین بازار گسترده‌ای ندارد و برخلاف مدل بی‌اس۶ توسط مؤسسهٔ یورو ان‌سی‌ای‌پی تست نشده‌است.
در سال ۲۰۱۰ این خودرو فیس‌لیفت شد.

## مشخصات فنی
این خودرو در ابتدا با موتور ۱٫۶ لیتری ۴ سیلندر ۱۶ سوپاپ تولید میتسوبیشی با قدرت ۱۰۱ اسب بخار ترمز (۷۵ کیلووات؛ ۱۰۲ اسب بخار متری) و استاندارد آلایندگی یورو ۳ عرضه می‌شد. بعدها این موتور با یک نمونهٔ ۱٫۵ لیتری با استاندارد یورو ۴ جایگزین شد.